# Preignan
Preignan – miejscowość i gmina we Francji, w regionie Oksytania, w departamencie Gers.
Według danych na rok 1990 gminę zamieszkiwały 793 osoby, a gęstość zaludnienia wynosiła 74 osób/km² (wśród 3020 gmin regionu Midi-Pireneje Preignan plasuje się na 417. miejscu pod względem liczby ludności, natomiast pod względem powierzchni na miejscu 1034.).